# Gröngumpad sparvpapegoja
Gröngumpad sparvpapegoja (Forpus passerinus) är en fågel i familjen västpapegojor inom ordningen papegojfåglar.

## Utseende och läte
Gröngumpad sparvpapegoja är en mycket liten papegoja. Fjäderdräkten är enhetligt limegrön, med ljus näbb och hos hanen blå vingfläckar. Lätet är en blandning av tjattrande, kvittrande och gnisslande ljud.

## Utbredning och systematik
Gröngumpad sparvpapegoja delas in i fem underarter:
- Forpus passerinus cyanophanes – förekommer i torra tropiska norra Colombia
- Forpus passerinus viridissimus – förekommer från nordöstra Colombia till norra Venezuela och Trinidad
- Forpus passerinus passerinus – förekommer i Guyana, Surinam och Franska Guyana
- Forpus passerinus cyanochlorus – förekommer i nordligaste Brasilien (övre Rio Branco, Roraima)
- Forpus passerinus deliciosus – förekommer i nedre Amazonområdet i Brasilien

## Levnadssätt
Gröngumpad sparvpapegoja är en flocklevande fågel som föredrar öppna miljöer. Födan består av frukt, blommor och frön. Den ses vanligen flyga i små, täta flockar som ofta kränger och byter riktning snabbt.

## Status och hot
Arten har ett stort utbredningsområde, men tros minska i antal, dock inte tillräckligt kraftigt för att den ska betraktas som hotad. Internationella naturvårdsunionen IUCN listar arten som livskraftig (LC).

## Bilder

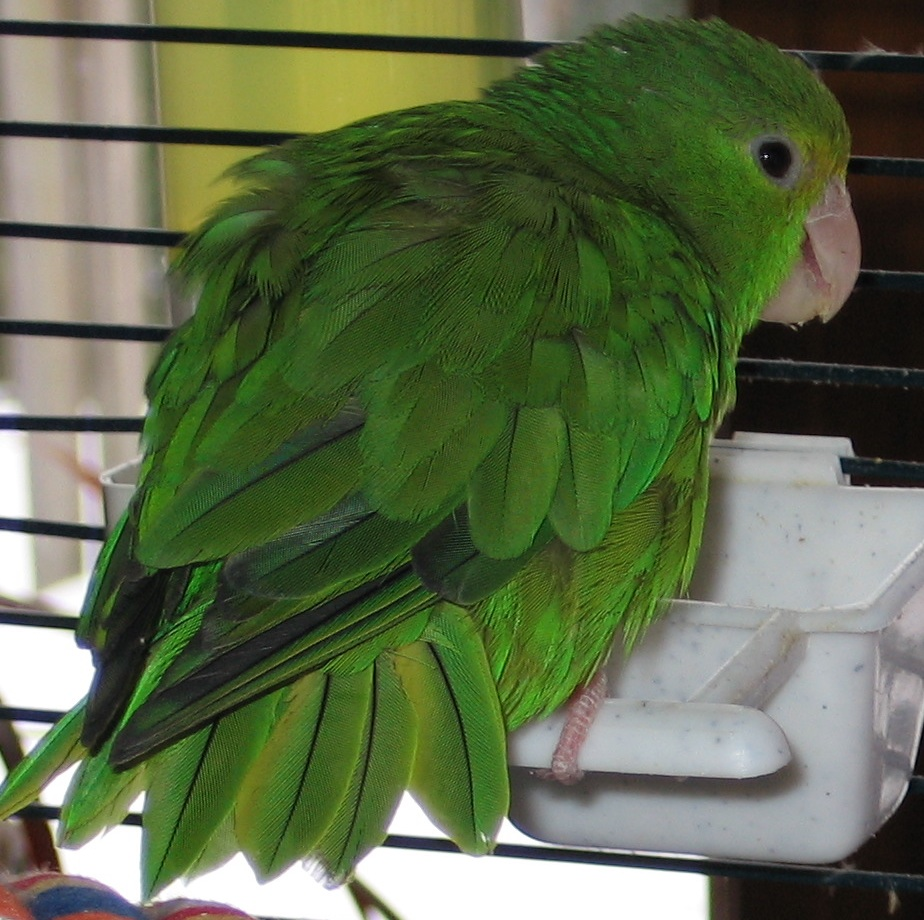
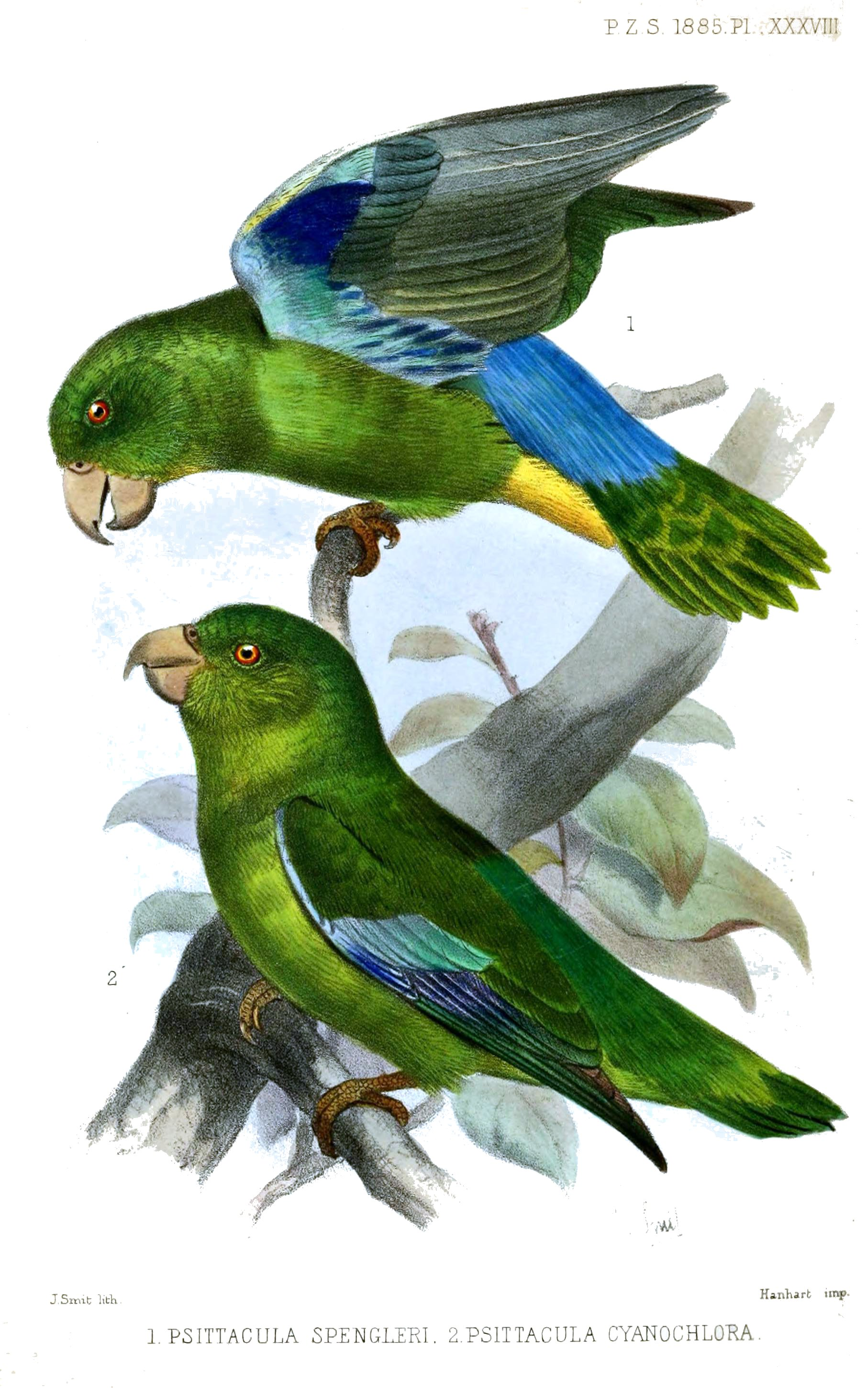